# سعيد أبو علي
سعيد أبو علي (وُلد في 13 يناير 1955 في جنين) سياسي وقانوني فلسطيني. شغل أدوارًا هامة في الرئاسة الفلسطينية، وكان محافظًا لمحافظات نابلس ورام الله والبيرة، كما شغل منصب وزير الداخلية الفلسطينية، وهو يشغل حالياً منصب الأمين العام المساعد لجامعة الدول العربية.

## النشأة والتحصيل العلمي
وُلد سعيد عبد الرحمن أحمد أبو علي عام 1955 في مدينة جنين شمال الضفة الغربية بدولة فلسطين وتلقى تعليمه المدرسي فيها. حاصل على درجة البكالوريوس في الحقوق من جامعة القدس. سافر إلى تونس والتحق بمنظمة التحرير الفلسطينية ثم حصل فيها على درجة البكالوريوس في الصحافة والإعلام، ودرجة الماجستير عام 1989 في العلوم السياسية ودرجة الدكتوراه في الحقوق عام 1995. حصل عام 1992 على درجة الدكتوراه في المنظمات الدولية من جامعة تولوز بفرنسا وفي عام 2015 حاز على درجة الأستاذية من جامعة القدس في فلسطين.

## الحياة العملية
تدرج أبو علي في الوظائف والمناصب حيث كان
- عضوًا ضمن المندوبية الدائمة لفلسطين لدى الجامعة العربية في الفترة من 1980 حتى 1984.[3][4]
- مديرًا للشؤون العربية بمركز التخطيط الفلسطيني في تونس في الفترة من 1984 حتى 1989.[3][4]
- مستشارًا بسفارة منظمة التحرير الفلسطينية لدى تونس في الفترة من 1989 حتى 1995.[3][4]
- في 16 أكتوبر 1995، عُين مديرًا عامًا في أمانة الرئاسة واستمر حتى 2002.[5]
- في 18 نوفمبر 2002، عُين وكيلًا مساعدًا في أمانة الرئاسة واستمر حتى 2005.[6]
- في 14 أبريل 2005، عُين محافظًا في وزارة الداخلية والأمن الوطني ومنسقًا لشؤون المحافظين.[7]
- في 22 مايو 2005، نُقل من موقعه في وزارة الداخلية والأمن الوطني إلى الرئاسة الفلسطينية مساعدًا للأمين العام للرئاسة ومنسقًا لشؤون المحافظين بدرجة وزير.[8]

- في 23 ديسمبر 2005، انتدب للعمل محافظًا لمحافظة نابلس.[9][10]
- في 10 سبتمبر 2006، نُقل وعُين محافظًا لمحافظة رام الله والبيرة.[11]
- في 19 مايو 2009، تولى منصب وزير وزارة الداخلية ضمن حكومة سلام فياض الثانية واستمر في المنصب في حكومته الثالثة وحكومات رامي الحمد الله الأولى والثانية.[12]
- في 20 يناير 2016، أدى اليمين الدستورية أمينًا عامًا مساعدًا ورئيسًا لقطاع فلسطين والأراضي الفلسطينية المُحتلة في جامعة الدول العربية.[13]

كما عمل أبو علي منذ عام 1995 وعلى فترات متباينة كمحاضر برتبة أستاذ مشارك في عدة جامعات فلسطينية هي: جامعة الأزهر، وجامعة بيرزيت وجامعة القدس.

## أوسمة
- في 25 أغسطس 2013، قلد الرئيس الفلسطيني محمود عباس سعيد أبو علي وسام نجمة القدس العسكري.[14]